# Armin Schaefer (Musiker)

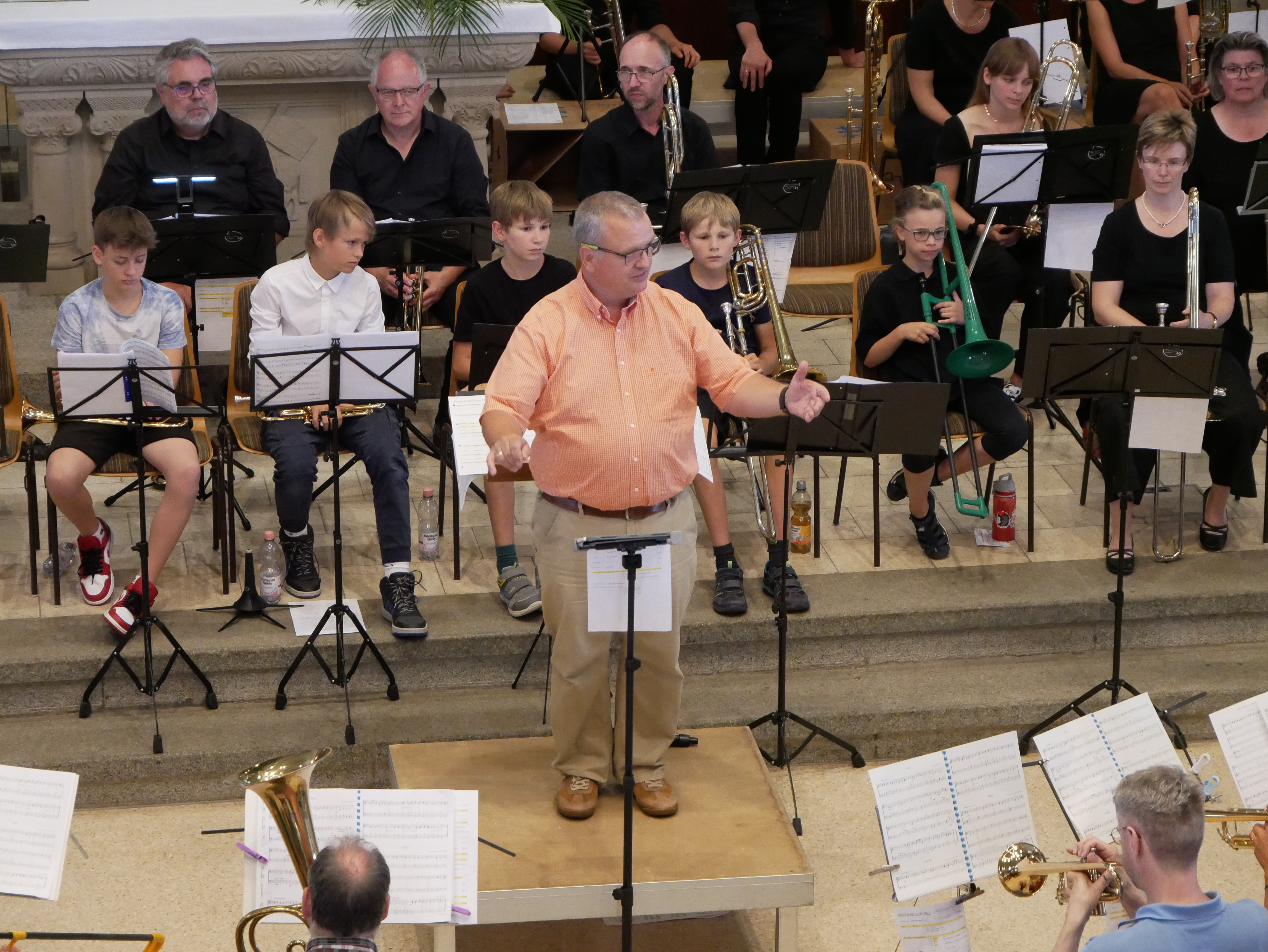
Landesposaunenwart KMD Armin Schaefer dirigiert einen Posaunenchor in der Peterskirche Weinheim, 16. Juli 2022

Armin Schaefer (* 28. April 1966 in Frankfurt am Main) ist Landesposaunenwart in der Evangelischen Landeskirche in Baden.

## Leben
Armin Schaefer begann mit dreizehn Jahren mit dem Posaunen- und Klavierspiel. Zwei Jahre später nahm er auch das Orgelspiel in Angriff. Er studierte Schulmusik (Lehramt für Gymnasium, Hauptfach Posaune) an der Hochschule für Musik Detmold und Sport an der Universität Paderborn. Seine Lehrer waren u. a. Heinz Fadle (Posaune), Hermann Bäumer (Bassposaune), Hinrich Luchterhandt (Tonsatz) und Alexander Wagner (Chorleitung). Seit 1995 ist er als Landesposaunenwart in der Badischen Posaunenarbeit tätig, der ca. 5500 Bläser in ca. 250 Posaunenchören im Bereich der Evangelischen Landeskirche in Baden angehören. Zum 1. Juli 2021 wurde er zum Kirchenmusikdirektor ernannt.

## Wirken
Zu seinen Aufgaben gehören Posaunenchorbesuche in Nordbaden, die Leitung von Lehrgängen und Freizeiten, die kirchenmusikalische D- und C-Ausbildung im Bereich der Bläserchorleitung, Beratung bei Noten- und Instrumentenfragen, Herausgabe von Noten und Tonträgern, Planung und Durchführung des Badischen Landesposaunentags und redaktionelle Arbeit für das „Badische Posaunenchor Journal“. Die Aufgaben werden im Landesarbeitskreis der Badischen Posaunenarbeit koordiniert und teilweise im Team mit seinem Kollegen Heiko Petersen und weiteren Dozenten durchgeführt.
Darüber hinaus obliegt ihm die musikalische Leitung des Nordbadischen Blechbläserensembles, des Bläserkreises der Hochschule für Kirchenmusik Heidelberg und des Jugendposaunenchores Nordbaden, alles Auswahlensembles der Badischen Posaunenarbeit. Er schreibt Arrangements für Posaunenchor und Blechbläserensemble. Außerdem ist er Lehrbeauftragter für Bläserchorleitung und Posaune an der Hochschule für Kirchenmusik Heidelberg. Beim Strube-Verlag betreut er eine eigene Werkreihe mit Notenausgaben für Blechbläser unter dem Titel „Schweres Blech“.

## Notenausgaben
- mit Heiko Petersen (Hrsg.): Töne der Hoffnung, Landesarbeit der Ev. Posaunenchöre in Baden 1998
- mit Traugott Baur, Alfred Neumann, Heiko Petersen (Hrsg.): Vorspiele für Bläser zum Regionalteil Baden, Elsass und Lothringen, Pfalz des Evangelischen Gesangbuches, Strube, München 2001, ISMN M-2009-2632-3
- mit Heiko Petersen (Hrsg.): Töne der Hoffnung zwei, Landesarbeit der Ev. Posaunenchöre in Baden 2001
- mit Heiko Petersen (Hrsg.): Töne der Hoffnung drei, Landesarbeit der Ev. Posaunenchöre in Baden 2006
- mit Heiko Petersen (Hrsg.): Töne der Hoffnung vier, Landesarbeit der Ev. Posaunenchöre in Baden 2010
- mit Heiko Petersen (Hrsg.): Töne der Hoffnung fünf, Landesarbeit der Ev. Posaunenchöre in Baden 2014
- mit Heiko Petersen (Hrsg.): Töne der Hoffnung junior, Landesarbeit der Ev. Posaunenchöre in Baden 2007
- mit Heiko Petersen (Hrsg.): Töne der Hoffnung vier junior, Landesarbeit der Ev. Posaunenchöre in Baden 2010
- mit Heiko Petersen (Hrsg.): Töne der Hoffnung fünf junior, Landesarbeit der Ev. Posaunenchöre in Baden 2014
- (Hrsg.): Carsten Klomp: Fanfare (unter Einbeziehung der Choräle „Christ ist erstanden“ und „Sonne der Gerechtigkeit“), VS 2263, Strube, München 2008
- (Hrsg.): Traugott Fünfgeld: Fanfare for Brass, VS 2264, Strube, München 2008
- (Hrsg.): Dieter Wendel: Fanfare for Brass, VS 2273, Strube, München 2008
- (Hrsg.): Magdalene Schauß-Flake: Fanfare für Blechbläser (unter Einbeziehung des Chorals „Sollt ich meinem Gott nicht singen“), VS 2265, Strube, München 2008
- (Hrsg.): Felix Mendelssohn Bartholdy: Choralkantate „Verleih uns Frieden gnädiglich“ für Bläser- oder Vokalchor und Blechbläserensemble, VS 2267, Strube, München 2008
- (Hrsg.): Michael Schütz: „Ich steh an deiner Krippen hier“ Samba für Blechbläserquintett, VS 2288, Strube, München 2008
- (Hrsg.): Felix Mendelssohn Bartholdy: Marcia funèbre (für großes Blechbläserensemble bearbeitet von Magdalene Schauß-Flake), VS 2268, Strube, München 2009
- (Hrsg.): Johann Christoph Altnikol: Choralmotette „Nun danket alle Gott“ (für Blechbläserquintett bearbeitet von Armin Schaefer), VS 2270, Strube, München 2009
- (Hrsg.): Friedrich Heinrich Kern: Fanfare – movimiento sin progresión, VS 2308, Strube, München 2009
- (Hrsg.): Wolfgang Amadeus Mozart: Kleine Suite aus „Cosi fan tutte“ (für Blechbläsertentett bearbeitet von Stefan Hübsch), VS 2312, Strube, München 2009
- (Hrsg.): Johannes Brahms: Drei Motetten op. 110 (für Blechbläser bearbeitet von Stefan Hübsch), VS 2305, Strube, München 2009
- (Hrsg.): Werner Heinrich Schmitt: Fanfare – Fantasie über den Choral „Liebster Jesu, wir sind hier“, VS 2310, Strube, München 2010
- (Hrsg.): Simon Langenbach: Fanfare for Brass (unter Einbeziehung des Chorals „Tut mir auf die schöne Pforte“), VS 2345, Strube, München 2011
- (Hrsg.): Claudio Monteverdi: Suite aus „Die Krönung der Poppea“ (für Blechbläser bearbeitet von Stefan Hübsch und Jan-Claudius Hübsch), VS 2269, Strube, München 2011
- (Hrsg.): Jürgen Pfiester: Rondetto, VS 2326, Strube, München 2012
- (Hrsg.): Christoph Georgii: Horn des Phönix, VS 2362, Strube, München 2012
- (Hrsg.): Stefan Mey: Fanfare for Peace, VS 3263, Strube, München 2012
- (Hrsg.): Dietrich Lohff: Fanfare fragmentarisch und mit reduziertem Choral (unter Einbeziehung des Chorals „Wachet auf, ruft uns die Stimme“), VS 2594, Strube, München 2014
- (Hrsg.): Johannes Matthias Michel: Carillon-Toccata, für 9 Blechbläser, Orgel und Pauken, VS 2398, Strube, München 2014

## Tonträger
- Töne der Hoffnung, CD, 1998
- Töne der Hoffnung zwei, CD, 2001
- Töne der Hoffnung drei, CD, 2006
- Töne der Hoffnung vier, CD, 2010
- Töne der Hoffnung fünf, CD, 2014